# 279 Thule
För andra betydelser, se Thule.
279 Thule eller 1927 EC är en asteroid upptäckt 25 oktober 1888 av den österrikiske astronomen Johann Palisa i Wien. Asteroiden har fått sitt namn efter det mytologiska landet Thule.

## Thule-asteroiderna
Thules omloppsbana ligger i det yttersta av asteroidbältet. Den är annorlunda än flertalet asteroider. Excentriciteten är mycket lägre än för flertalet asteroider och till och mer lägre än Jupiters. Det finns en 4:3 banresonans mellan Jupiter och Thule, vilket betyder att Thule gör fyra varv runt Solen på nästan exakt samma tid som Jupiter gör tre. Asteroiden är en av tre kända i en sådan omloppsbana.